# Radka Štusáková
Radka Štusáková (provd. Coufalová) (* 22. srpna 1972 Teplice) je bývalá česká zápasnice – judistka, účastnice olympijských her v roce 1996.

## Sportovní kariéra
S judem začínala ve 12 letech v Dubí v klubu TJ Rudolfova Huť v přípravce vedené Václavem Prokešem starším, poté pak Vladimírem Otrubou starším. Později se přes sportovní gymnázium v Jablonci dostala do vrcholového tréninkového centra v Hradci Králové, kde se připravovala pod vedením Pavla Petřikova staršího. V československé a posléze české ženské reprezentaci se pohybovala od roku 1990 ve střední váze do 66 kg. Z počátku jako reprezentační dvojka za Renátou Groborzovou. V roce 1992 obě judistky nezískaly ve střední vázy pro Československo kvalifikační kvótu pro účast na olympijských hrách v Barceloně.
V roce 1995 přišla o start na mistrovství Evropy v Birminghamu kvůli svalovému zranění na levé noze. Na olympijskou sezonu 1996 se však připravila velmi dobře a na mistrovství Evropy v Haagu potvrdila třetím místem kvalifikaci na olympijské hry v Atlantě. Do Atlanty však nevyladila optimálně formu, v přípravě jí trápil levý kotník a navíc koncem června utrpěla otřes mozku na turnaji v německém Rüsselsheimu. Na olympijských hrách vypadla v úvodním kole s neznámou mladou Japonkou Risou Kazumiovou v závěrečných sekundách po nasazeném držení (osaekomi). Od roku 1998 přestoupila kvůli změnám váhových limitů do nižší polostřední váhy do 63 kg. Sezonu 1999 však vynechala kvůli mateřským povinnostem a v olympijském roce 2000 nezvládla se svojí sparingpartnerkou Danuší Zdeňkovou vybojovat kvótu pro start na olympijských hrách v Sydney.
Nový olympijský cyklus začala úspěšně třetím místem na květnovém mistrovství Evropy v Paříži v roce 2001. V průběhu přípravy na mistrovství světa v Mnichově však oznámila ukončení sezony kvůli narození druhého potomka. Po druhém mateřství se k vrcholovému sportu nevrátila.

### Úspěchy ve světovém poháru
- 1993 - 1. místo (Praha), 3. místo (Varšava, Basilej)
- 1994 - 1. místo (Praha), 3. místo (Leonding)
- 1995 - 1. místo (Praha)
- 1996 - 3. místo (Mnichov)
- 1997 - 1. místo (Praha, Basilej)
- 1998 - 2. místo (Praha)
- 2000 - 3. místo (Varšava)
- 2001 - 3. místo (Praha)

## Výsledky
| Turnaj             | 1989         | 1990         | 1991         | 1992         | 1993         | 1994         | 1995         | 1996         | 1997         | 1998             | 1999             | 2000             | 2001             |
| Turnaj             | 17           | 18           | 19           | 20           | 21           | 22           | 23           | 24           | 25           | 26               | 27               | 28               | 29               |
| Turnaj             | střední váha | střední váha | střední váha | střední váha | střední váha | střední váha | střední váha | střední váha | střední váha | polostřední váha | polostřední váha | polostřední váha | polostřední váha |
| ------------------ | ------------ | ------------ | ------------ | ------------ | ------------ | ------------ | ------------ | ------------ | ------------ | ---------------- | ---------------- | ---------------- | ---------------- |
| Olympijské hry     |              |              |              | —            |              |              |              | úč.          |              |                  |                  | —                |                  |
| Mistrovství světa  | —            |              | úč.          |              | úč.          |              | úč.          |              | úč.          |                  | —                |                  | —                |
| Mistrovství Evropy | —            | —            | —            | —            | úč.          | 3.           | —            | 3.           | úč.          | 3.               | —                | —                | 3.               |
| MS juniorů         | ?            |              |              |              |              |              |              |              |              |                  |                  |                  |                  |
| ME juniorů         | 3.           | 3.           |              |              |              |              |              |              |              |                  |                  |                  |                  |

## Osobní život
V dětství začínala s lehkou atletikou, které se od juda doposud aktivně věnuje. Trénink juda jí byl doporučen kvůli temperamentní povaze.
Je vdaná. Má dvě děti syna Šimona (* 1999) a dceru Johanu (* 2002)